# Gymnophyton
Gymnophyton là chi thực vật có hoa trong họ Apiaceae.